# Trachycephalus resinifictrix
Trachycephalus resinifictrix är en groddjursart som först beskrevs av Goeldi 1907.  Trachycephalus resinifictrix ingår i släktet Trachycephalus och familjen lövgrodor. IUCN kategoriserar arten globalt som livskraftig. Inga underarter finns listade i Catalogue of Life.